# アレクサンダー・シャルク＝ゴロトコフスキ

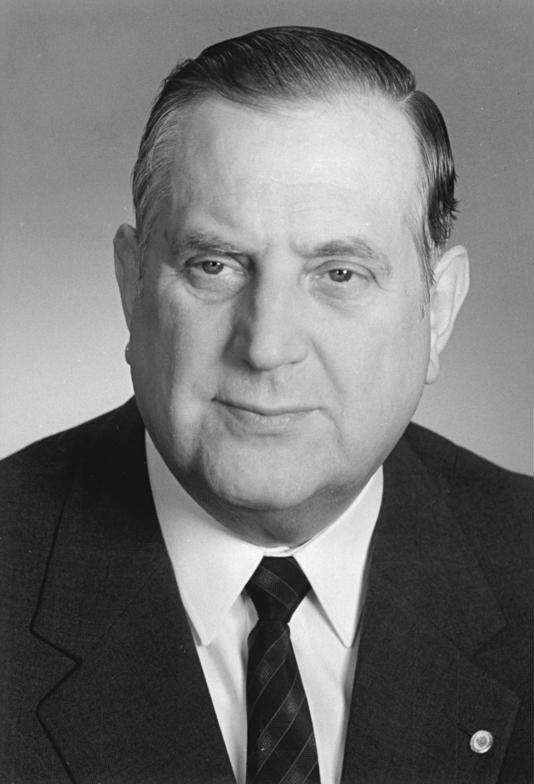
アレクサンダー・シャルク＝ゴロトコフスキ（1988年）

アレクサンダー・シャルク＝ゴロトコフスキ（ドイツ語: Alexander Schalck-Golodkowski, 出生時 Alexander Golodkowski; * 1932年7月3日 ベルリン＝トレプトウ；† 2015年6月21日 ロタッハ＝エーゲルン）は、東ドイツの政治家（SED）、国家保安省（シュタージ、MfS）大佐、東ドイツ経済の有力者であった。対外貿易省が所管する商業調整部 で機密分野の長を務めた。同分野はMfSの商業調整分野作業部会（Arbeitsgruppe Bereich Kommerzielle Koordinierung, AG BKK）の統制下にあった。商業調整の分野は資本主義諸国との（非公式の）対外貿易を所管していた。1983年に西ドイツの銀行コンソーシアムと10億ドイツマルクの借款に関する交渉を担当して以降、その名を知られるようになった。この借款で東ドイツは国家破綻から免れることができた。西ドイツ側で交渉の相手となったのは、バイエルン州首相フランツ・ヨーゼフ・シュトラウス（CSU）であった。

## 生涯

### 青少年時代と教育
祖父はゴメリで税務官吏を務めた人物で、父、ペーター・ゴロトコフスキは、帝政ロシア軍の将校であった。ペーターはボルシェヴィキから逃れたため、ロシア系の無国籍者となっていたが、後にドイツ国防軍のベルリン＝モアビートにあるロシア通訳学校を率いていた。息子アレクサンダーは1932年に出生したが、1940年にシャルク夫妻の養子になった。
シャルク＝ゴロトコフスキは、当初はパン屋、後の1948年から1950年まで精密機械工として職業訓練を受けた。1951年に自由ドイツ青年団（FDJ）に加入している。
1952年から貿易会社で働いた後、両ドイツ内取引・対外貿易・原材料供給省 に移り、1年以内に工作機械部門の主任担当者（Hauptreferent）となった。フンボルト大学ベルリンの労働者農民学科にアビトゥーアを提出後、1954年から1957年までシュターケンにあった対外貿易大学校（Hochschule für Außenhandel）にて経済学を学び、経済学ディプロム（Diplomwirtschaftler）の学位を取得した。

### 東ドイツでの職業・政治経歴

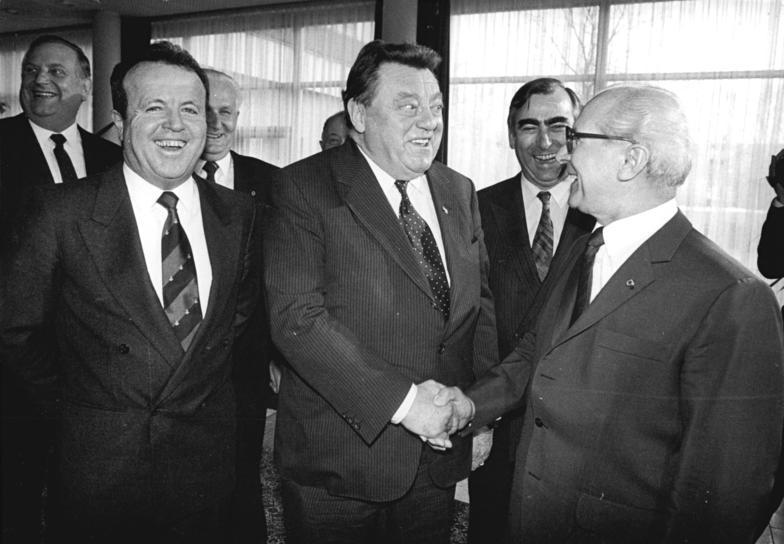
東西両ドイツの会合、1987年ライプツィヒ春季メッセ、左から：アレクサンダー・シャルク＝ゴロトコフスキ、、ギュンター・ミッターク、フランツ・ヨーゼフ・シュトラウス、テオ・ヴァイゲル、エーリヒ・ホーネッカー

1953年3月5日、SEDに入党を申請し、1955年の候補期間の後、党員として承認された。学業終了以前の1956年、既に対外貿易・両ドイツ間取引省の【仮訳】主任行政長（Hauptverwaltungsleiter）となり、1962年までこの地位にあった。さらに1958年には経済相互援助会議の、建設に関する常任委員会の対外貿易代表者に任命されている。1962年から1966年までは専任として、対外貿易省におけるSED地区指導部の第一書記を務めている。
1966年からは新設の商業調整部 （KoKo）を担当したが、その設立に自身が深く関与していた。この分野では、東ドイツの支払能力を確保するため、密かに外貨を獲得することを目的としていた。
国家保安省（MfS）での経歴は1967年に始まった。商業調整分野作業部会（AG BKK）の特務将校(OibE) 、商業調整担当に任命されたのである。1975年に大佐に昇進している。しかしMfS将官に昇進することは、無理な話であった。そうすればMfS将校であることが明らかになってしまうためである。しかし給与は中将待遇となっていた。
1970年には自身の指導将校であるハインツ・ヴォルパートMfS大佐と共同で、国家保安省に属し、ポツダム近郊のゴルム（当時）にあった法科大学校に博士論文「経済的損失の回避および外貨の追加獲得（Vermeidung ökonomischer Verluste und Erwirtschaftung zusätzlicher Devisen）」を提出し、合格している。この論文は東ドイツの終焉まで機密とされた。なお「指導教授（Doktorvater）」は、国家保安大臣、エーリヒ・ミールケその人であったが、大臣はアビトゥーアも、何らの学位も持っていなかった。
1967年から1975年までシャルク＝ゴロトコフスキは公式には対外貿易省の副大臣の一人であり、その後は東ドイツ終焉まで同省次官を務めた。1976年以降、SED中央委員会政治局の経済委員会委員、1981年にはSED中央委員会政治局のアジア、アフリカおよびアラブ地域の国々に対する東ドイツの経済、文化および科学技術関係の調整委員会委員となった。
1981年にヴェルベリーン湖畔のフーベルトゥスシュトック狩猟館で行われた、西ドイツ首相ヘルムート・シュミットと国家評議会議長エーリヒ・ホーネッカーの交渉に参加した。その結果、1983年、西ドイツから東ドイツへの10億ドイツマルクの借款についてバイエルン州首相フランツ・ヨーゼフ・シュトラウスと交渉を行い、成功に導いた。
1986年以降は、SED中央委員会委員となった。

### 特権
副大臣、次官、中央委員会委員、商業調整部のトップとして、東ドイツ経済で重鎮の一人であり、ノーメンクラトゥーラの一員でもあった。あらゆる種類の西側製品（Westwaren）を手にできるという立場から、東ドイツ指導部内で重用され、かつ羨望の人物であった。商業調整部は、東ドイツ税関の没収品も保有していたため、その一部を党の有力者にプレゼントとして贈ったが、その中には東ドイツの法に違反する物品、例えばポルノ、薬物が含まれていた。
自身の住居は、ベルリン＝ホーエンシェーンハウゼンにあるオランケ湖畔邸宅地のマネット通り（Manetstraße）の戸建て住宅であった。近くには他のMfSの高位職員の住居、ミールケ大臣子息のテラスハウス、また大臣のゲストハウスがあった。ゴロトコフスキはショルフハイデに別荘を所有していたが、自然保護区内にもかかわらず建設が許可されている。そのトイレ・浴室には20万東ドイツマルクを要している。いずれの家屋も西ドイツ企業が建設している。

### 東ドイツの終焉と再統一後の人生
シャルクは、ゲルハルト・シューラー、ベルハルト・バイル、エルンスト・ヘーフナー、アルノ・ドンダと共に執筆したのが、1989年10月30日開催のSED政治局会議に向けた草案、「東ドイツ経済状況の分析とその結論（Analyse der ökonomischen Lage der DDR mit Schlußfolgerungen）」である。この秘密報告書は「シューラー文書」としても知られ、東ドイツの過剰債務と経済的崩壊を初めて明確に指摘するものであった。
シューラー文書はエーリヒ・ホーネッカーの指導に対する明確な批判であり、ホーネッカーの解任理由の一つとなった。
東ドイツの崩壊が進む中、シャルク＝ゴロトコフスキは、KoKo企業の犯罪行為に関する報道により、1989年12月3日開催された最後のSED中央委員会で、中央委員会およびSEDから除名された。12月4日に妻のジークリート（Sigrid）と共に西ベルリンに逃亡し、西ドイツ当局に出頭し、約6週間、未決勾留を受けた。極悪人のレッテルを張られ、元の同志に排除されることを恐れている、と述べた。東ドイツ検事総長は引き渡しを要求したが、却下された。1990年1月、シャルク＝ゴロトコフスキ夫妻はテーゲルン湖畔のロタッハ＝エーゲルに居を移した。そこで、「あらゆる種類の商品を取り扱う」企業を経営した。
西ドイツの情報機関である連邦情報局（BND）に対しては、「白雪姫（Schneewittchen）」というコードネームを用い、商業調整の分野の犯罪的な経済慣行と国家保安省のための活動について広範な証言を行っている。BNDから刑の免除を受け、偽名の証明書を与えられた。シャルク＝ゴロトコフスキはこの身分証明書で、秘密口座というかたちで用意しておいた準備金にアクセスできたと考えられている。確認できるのは、西ベルリンの銀行にあった貸金庫にアクセスしたことだけである。ただし中身については明らかになっていない。
シャルク＝ゴロトコフスキが活動していた商業調整部が解散すると、さらに疑わしい活動の数々が明らかになった。その結果、捜査手続きが開始された。シャルク＝ゴロトコフスキには、犯罪行為としてとりわけ麻薬、背任、詐欺、スパイ活動の嫌疑がかけられた。1991年、シャルク＝ゴロトコフスキに対する捜査の遅れについて、世論の批判が大きくなった。新聞では、東ドイツ時代のシャルク＝ゴロトコフスキと西ドイツの主要政治家や企業家との関係によるものではないか、と報じられた。西ドイツ当局が保護しているのではないか、という憶測に対しては、当時の連邦司法大臣のクラウス・キンケルが激しく反論している。
シャルク＝ゴロトコフスキは、自らRTLのテレビ番組「Der heiße Stuhl」に出演し、誓って「すべてはきちんと正しく行われ」「東ドイツと人々に仕えるために」「誠心誠意、行動した」と語っている。
商業調整の全分野、特にシャルク＝ゴロトコフスキの任務と活動は、第12会期ドイツ連邦議会の、フリードリヒ・フォーゲルが委員長を務める調査委員会（Untersuchungsausschuss）での対象となった。調査の結果については、広範な報告書、特に1994年5月27日付印刷物12/7600として議決勧告と報告が3冊、附属書が1冊で閲覧可能となっている。
捜査手続きは、1992年には麻薬法違反に対するもの、また1993年には東ドイツ政府の数十億マルクの国外送金による横領に対するものが停止された。公判が開かれたのは、1995年、違法な武器取引に対してであった。その結果、1996年1月に連邦法として引き続き適用される軍政府法律第53号（Militärregierungsgesetz Nr. 53）違反によって自由刑1件の判決を受けた。判決に対する上告は連邦裁判所によって棄却された。自由刑は執行猶予となった。1996年7月に、新たに禁輸に違反する行為に対して起訴が行われた。1998年に、癌のため審理に耐え得ない宣言とされ、差し当たり出廷の必要がなくなった。それにもかかわらず、1998年7月に新たに自由計16か月の判決が下されたが、またも執行猶予となった。弁護人はベルリンの弁護士で、後にSPDの国会議員となったペーター・ダンカートであり、他のシュタージ将校の弁護も行っていた。
2003年3月、シャルク＝ゴロトコフスキは休暇中に心停止状態になり、緊急手術を受けることとなった。癌との長い闘病の末、2015年6月21日にテーゲルン湖畔の自宅で死去した。ベルリン＝ヴァイセンゼーの復活墓地に埋葬されている。

### 私生活
シャルク＝ゴロトコフスキは2度結婚している。最初の妻マルガレータ（Margareta, 1932年8月23日生まれ、旧姓ベッカー）は仕立て屋で1955年に結婚した。1956年に男子が生まれ、1964年は女子が誕生したが、1975年に離婚している。
その後間もない1976年に、2番目の妻、ジークリート（1940年10月28日生まれ、旧姓グートマン）と再婚した。彼女はシュヴェリーンの元女性市長ヨハンナ・ブレハ（旧姓クツェラ、グートマン氏とは離婚）の娘であった。彼女の継父クルト・ブレハは東ドイツ閣僚評議会の新聞局長であった。財政学ディプロムとして、同じくKoKoの分野で、特別輸入、特に政治局員専用居住地ヴァンドリッツ用の特別供給に関する責任者であった。彼女のMfSでの階級は大佐（OibE）であった。

## 受賞歴
- 1969年：ドイツ民主共和国祖国功労章金章
- 1974年：カール・マルクス勲章
- 1979年：国家保安省職員功労章（Verdienter Mitarbeiter des MfS）
- 1980年：戦友メダル（ドイツ語版）（MfS）
- 1982年：カール・マルクス勲章
- 1982年：「祖国と人民」に対する闘争勲章（ドイツ語版） （「軍事経済任務における影響力の行使および支援に対して」）[12]
- 1983年：ドイツ民主共和国労働英雄（ドイツ語版）
- 1984年：人民友好星章（ドイツ語版）大章

東ドイツの次官で最多の受賞歴を持つ。

## 著作
- Zur Vermeidung ökonomischer Verluste und zur Erwirtschaftung zusätzlicher Devisen im Bereich Kommerzielle Koordinierung des Ministeriums für Außenwirtschaft der Deutschen Demokratischen Republik, Dissertation. Eingereicht zur Erlangung des wissenschaftlichen Grades eines Dr. jur. an der Juristischen Hochschule Potsdam, Potsdam, 1970-05, PDF, 495 kB (Memento vom 26. November 2013 im Internet Archive).
- Deutsch-deutsche Erinnerungen. Rowohlt Verlag, Reinbek b. Hamburg 2000, ISBN 3-498-06330-8.

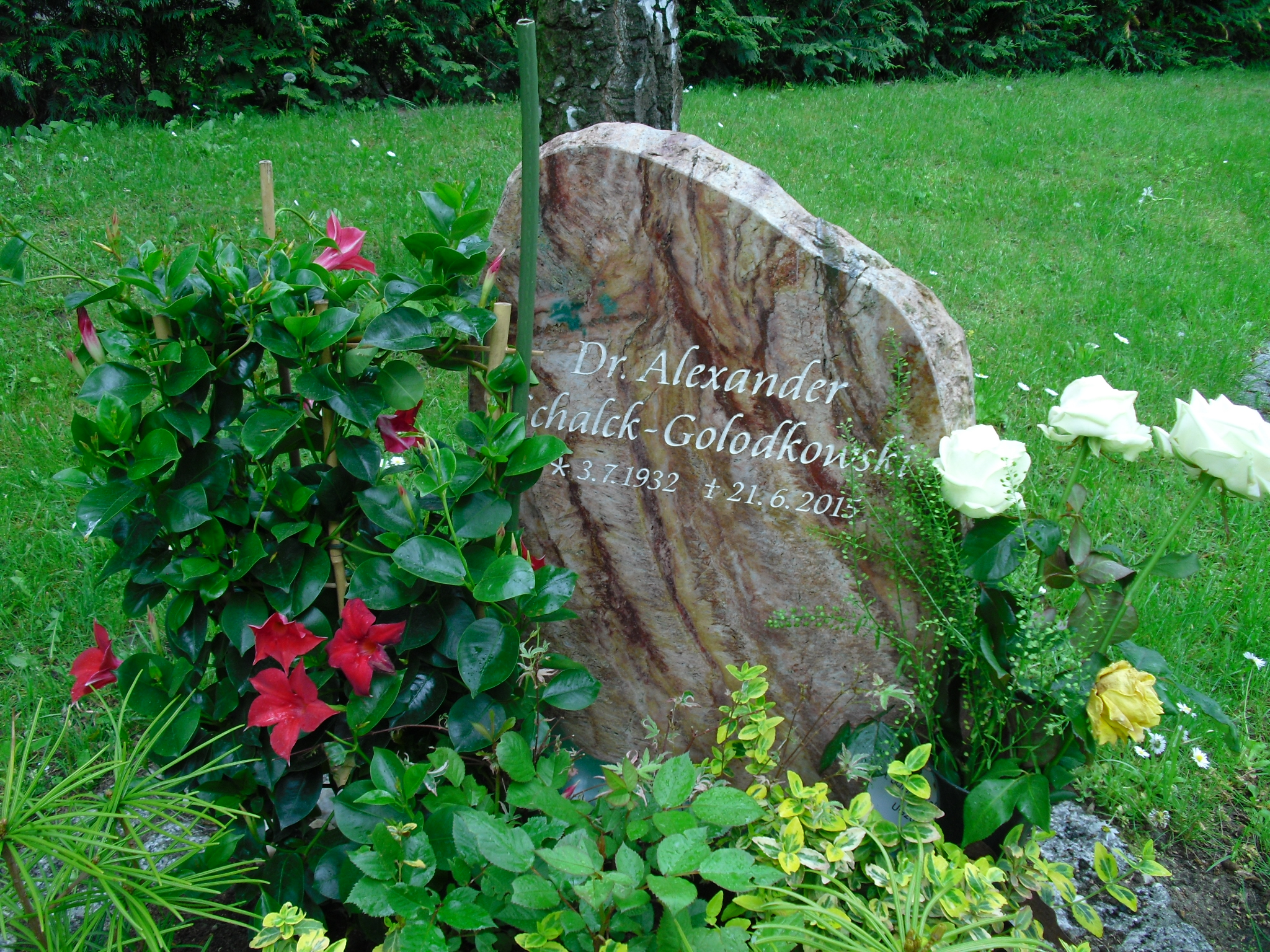
アレクサンダー・シャルク＝ゴロトコフスキの墓石、の

- Vorlage für das Politbüro des ZK der SED. Analyse der ökonomischen Lage der DDR mit Schlußfolgerungen, Gerhard Schürer, Gerhard Beil, Alexander Schalck, Ernst Höfner und Arno Donda, 30. Oktober 1989

## 映画
- エグモント・R・コッホ（ドイツ語版） Die Schalck-Connection, ZDF, 1991年、45分。